# Maulid
Maulid, inaczej Id al-Maulid an-Nabawi (arab. ‏عيد المولد النبوي‎, ʿĪd al-Mawlid an-Nabawiyy „święto Urodzin Proroka”), wśród polskich Tatarów Miełlud – muzułmańskie święto obchodzone w miesiącu rabi al-awwal, trzecim miesiącu kalendarza muzułmańskiego. Święto to przypada na 12. dnia miesiąca według sunnitów, 17. według szyitów. Szanując tradycje obu szkół islamskich, jak i ze względu na różnicę dat, Iran ustanowił dni pomiędzy 12 a 17 rabi al-awwal jako tydzień jedności muzułmańskiej. W każdym z krajów, w których jest obchodzone, zyskało lokalny koloryt, często też nosi ono nieco inne nazwy. Przeważnie obchodzi się je śpiewając pieśni i recytując poezję na cześć Mahometa, opowiadając historie z jego życia i czytając Koran. Ruchy reformatorskie w islamie takie jak ahmadijja, salafizm, wahhabizm, nie obchodzą go.